# 浪打町
浪打町（なみうちちょう）は、愛知県名古屋市北区にある地名。現行行政地名は浪打町1丁目及び浪打町2丁目。住居表示未実施。

## 地理
名古屋市北区西部に位置する。東は萩野通、西は水草町、南は八代町、北は野方通。南から順に1丁目と2丁目がある。かつては、御幸毛織城北工場をはじめとした中小工場や倉庫などが混在する住宅街だったが、それらの撤退により住宅が増えてきている。

## 歴史

### 地名の由来
旧光音寺村の字浪内より採られた。字名は大きな沼があったことから。

### 沿革

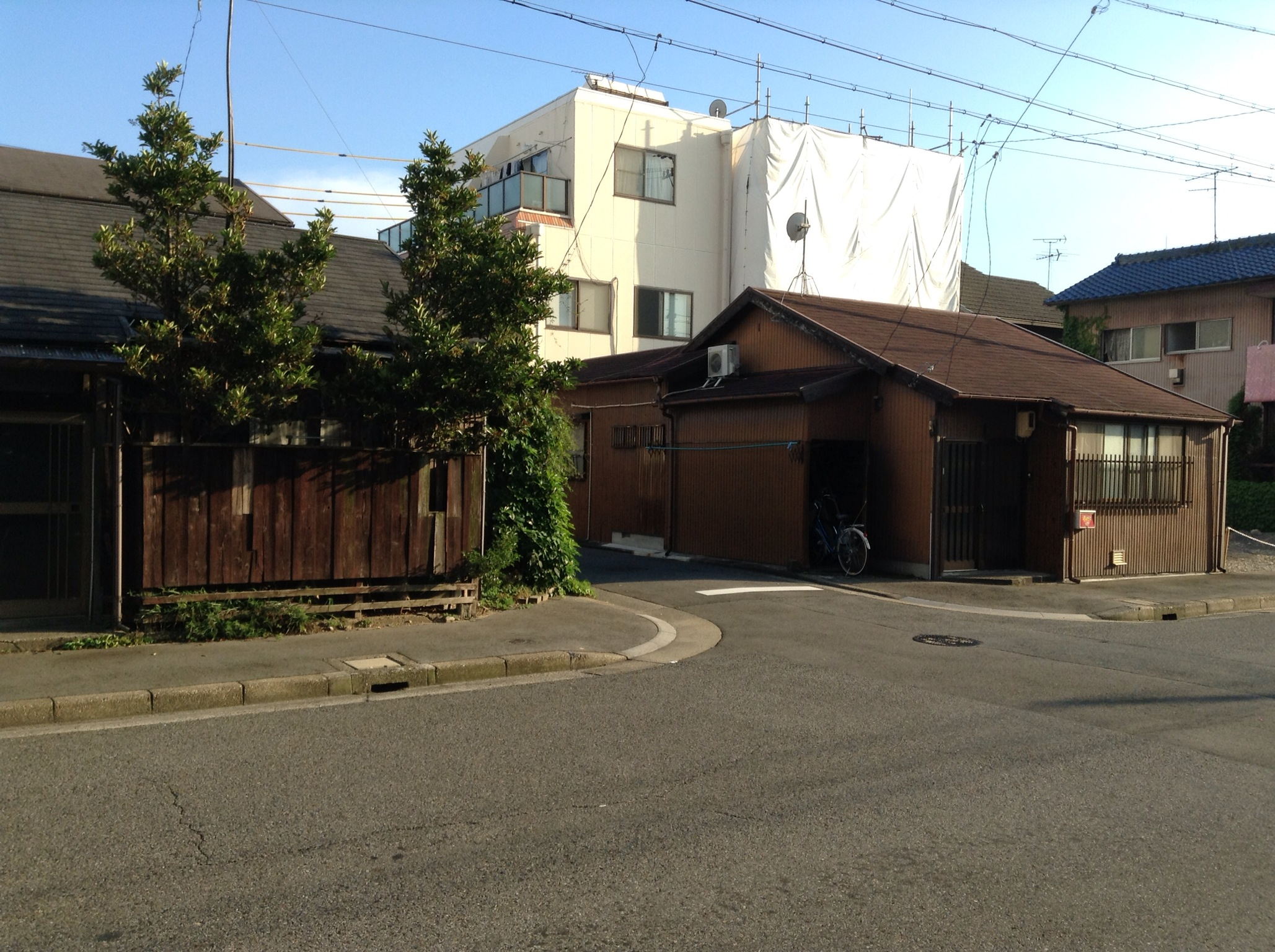
現在も残る浪打住宅（手前の建物）

- 1945年（昭和20年）1月1日 - 北区光音寺町字中道間・浪打・油田・古墓および西志賀町字土島の各一部より成立[1][3]。
- 1947年（昭和22年）度 - 町内の農地に木造平屋建ての市営住宅である浪打住宅（54戸）が建設された[4]。
- 1970年（昭和45年）3月 - 御幸毛織が大日本染絨[注釈 1]所有地を取得[WEB 6]。
- 1970年（昭和45年）9月 - 御幸毛織城北工場（浪打町1丁目51番地）稼働開始。従業員寄宿舎清明寮（女子寮）・至大寮（男子寮）開寮[WEB 7][WEB 8][WEB 6]。
- 1994年（平成6年）5月 - 御幸毛織城北工場増築完成[WEB 9]。
- 2013年（平成25年）12月19日 - 御幸毛織城北工場・名古屋三越OSセンター跡地にカーマ21名古屋城北店開店[WEB 10]。

## 世帯数と人口
2019年（平成31年）1月1日現在の世帯数と人口は以下の通りである。
| 町丁   | 世帯数  | 人口    |
| ------ | ------- | ------- |
| 浪打町 | 609世帯 | 1,306人 |

### 人口の変遷
国勢調査による人口の推移
| 1950年（昭和25年） | 447人     | [ 6 ]      |  |
| 1955年（昭和30年） | 657人     | [ 6 ]      |  |
| 1960年（昭和35年） | 1,162人   | [ 7 ]      |  |
| 1965年（昭和40年） | 1,681人   | [ 7 ]      |  |
| 1970年（昭和45年） | 1,620人   | [ 8 ]      |  |
| 1975年（昭和50年） | 1,534\|人 | [ 8 ]      |  |
| 1980年（昭和55年） | 1,264人   | [ 9 ]      |  |
| 1985年（昭和60年） | 1,187人   | [ 10 ]     |  |
| 1990年（平成2年）  | 1,305人   | [ 11 ]     |  |
| 1995年（平成7年）  | 1,224人   | [ 12 ]     |  |
| 2000年（平成12年） | 1,225人   | [ WEB 11 ] |  |
| 2005年（平成17年） | 1,159人   | [ WEB 12 ] |  |
| 2010年（平成22年） | 1,178人   | [ WEB 13 ] |  |
| 2015年（平成27年） | 1,246人   | [ WEB 14 ] |  |

## 学区
市立小・中学校に通う場合、学校等は以下の通りとなる。また、公立高等学校に通う場合の学区は以下の通りとなる。
| 番・番地等 | 小学校               | 中学校               | 高等学校 |
| ---------- | -------------------- | -------------------- | -------- |
| 全域       | 名古屋市立光城小学校 | 名古屋市立志賀中学校 | 尾張学区 |

## 交通

### バス
- 名古屋市営バス（名古屋市交通局）
  - 城北小学校停留所[WEB 17]
    - 2番のりば - ■名駅13号系統（名古屋駅行）

### 道路
1丁目と2丁目の境界を名古屋市道中丸町第1号線（旧愛知県道守山西線）が東西に通過しており、前述のバス通りとなっている。

## 施設
- 愛知県警察自動車整備工場
- 法務総合研究所名古屋支所
- アクアスペース北スイミングスクール
- 国分中部株式会社
- カーマ21名古屋城北店
- 大倉工業名古屋支店

- 国分中部支社（現・国分中部株式会社）（2013年11月）
- カーマ21名古屋城北店（2013年10月）
- 愛知県警察自動車整備工場（2014年10月）
- 法務総合研究所名古屋支所（2014年8月）

## その他

### 日本郵便
- 郵便番号 : 462-0041[WEB 3]（集配局：名古屋北郵便局[WEB 20]）。